# Kelley Blue Book
Het Kelley Blue Book (afkorting: KBB) is een naslagwerk met daarin de standaard prijzen voor tweedehands auto's in de Verenigde Staten. 

## Geschiedenis
In 1918 richtte Les Kelley in Los Angeles een autoverkoopbedrijf op, genaamd The Kelley Kar Company. Hij had indertijd drie Ford Model T's en één werknemer, zijn broertje van dertien jaar oud. Hij stelde lijsten op van de auto's die hij graag wilde, met de prijzen die hij bereid was ervoor te betalen. Deze prijslijsten werden al gauw standaard gebruikt door banken en autoverkoopbedrijven in Los Angeles en omgeving.
Het eerste Kelley Blue Book werd in 1926 uitgegeven met als titel Blue Book of Motor Car Values. De benaming 'blauw boek' werd in de eerste helft van de twintigste eeuw vaak gebruikt voor bepaalde adresboeken waarin mensen van hoge stand werden vermeld. Na de Tweede Wereldoorlog nam in de Verenigde Staten de vraag naar tweedehands auto's toe en daardoor ook de populariteit van Kelley's boek.
In 1962 stopte Kelley zelf met de verkoop van auto's en sindsdien richtte hij zich met zijn zoon Bob geheel op de samenstelling van het blauwe boekje. Na Kelley's overlijden in 1990 zette Bob Kelley het werk voort, totdat hij en zijn zoon Mike hiermee in 2000 stopten. In 1993 werd voor het eerst een versie voor consumenten gepubliceerd. In 1995 richtte het bedrijf een website op. Deze website stond in juni 2017 op nummer 2.144 in een door Alexa Internet opgestelde lijst van de bestbezochte websites.